# Oszlopfő

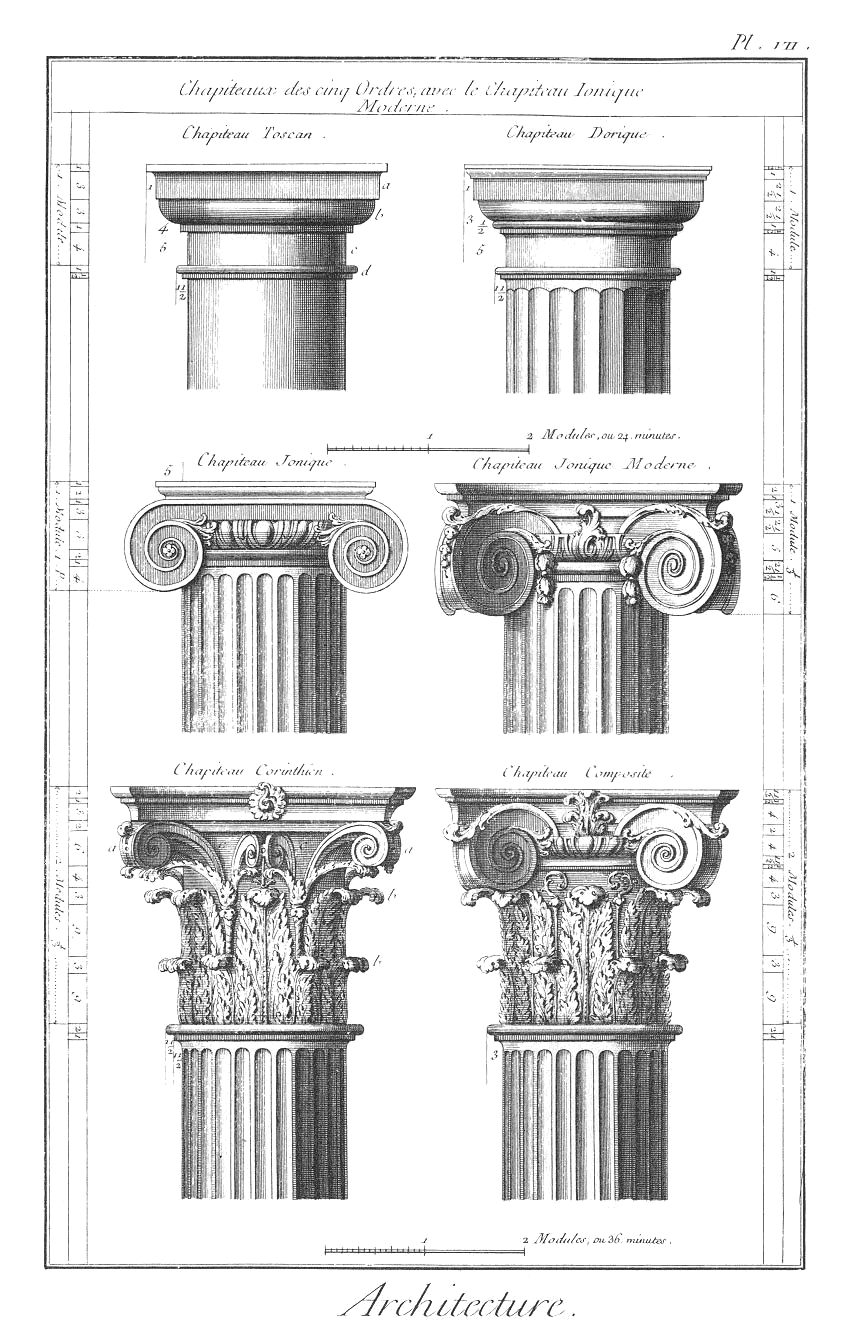
Klasszikus oszlopfők: toszkán, dór, ión, modern ión, korinthoszi és kompozit fejezetek

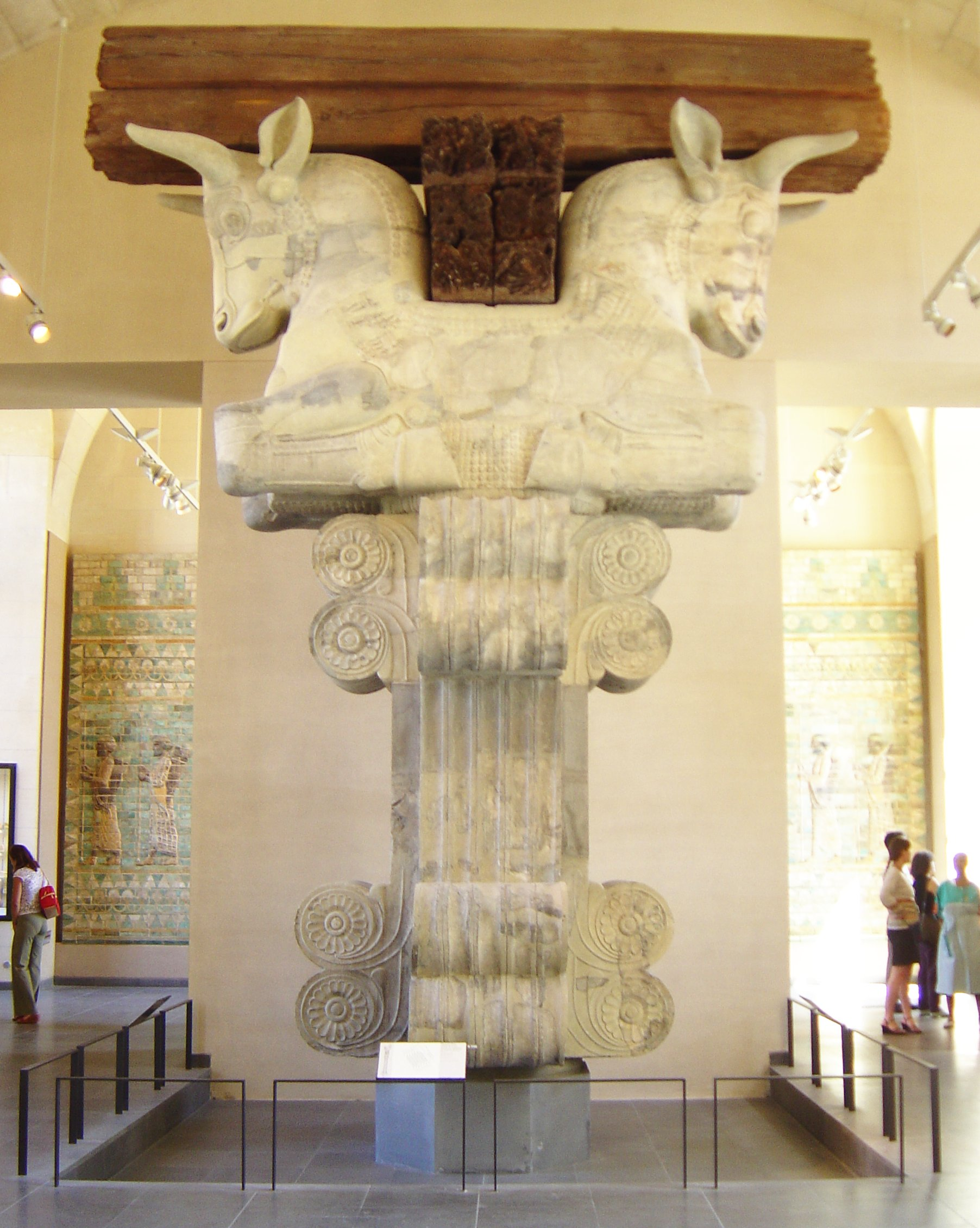
I. Dareiosz palotájának bikafejes oszlopfője

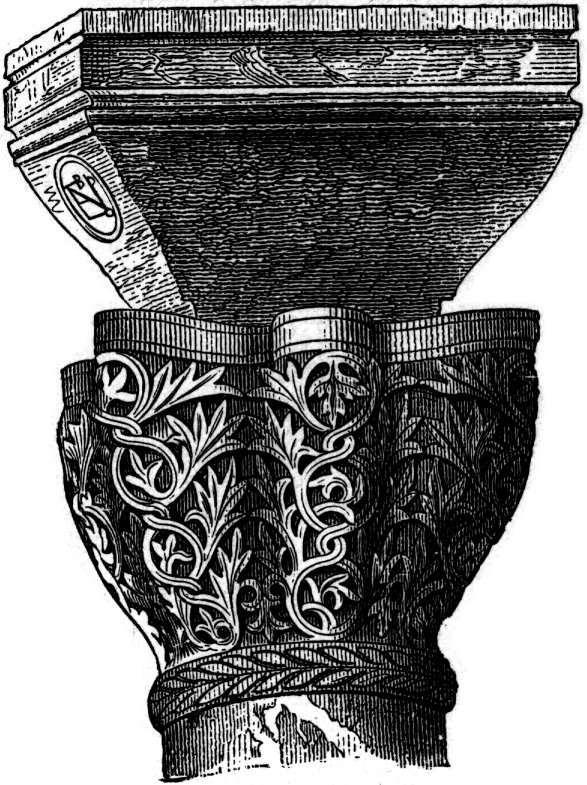
Bizánci kosároszlopfő

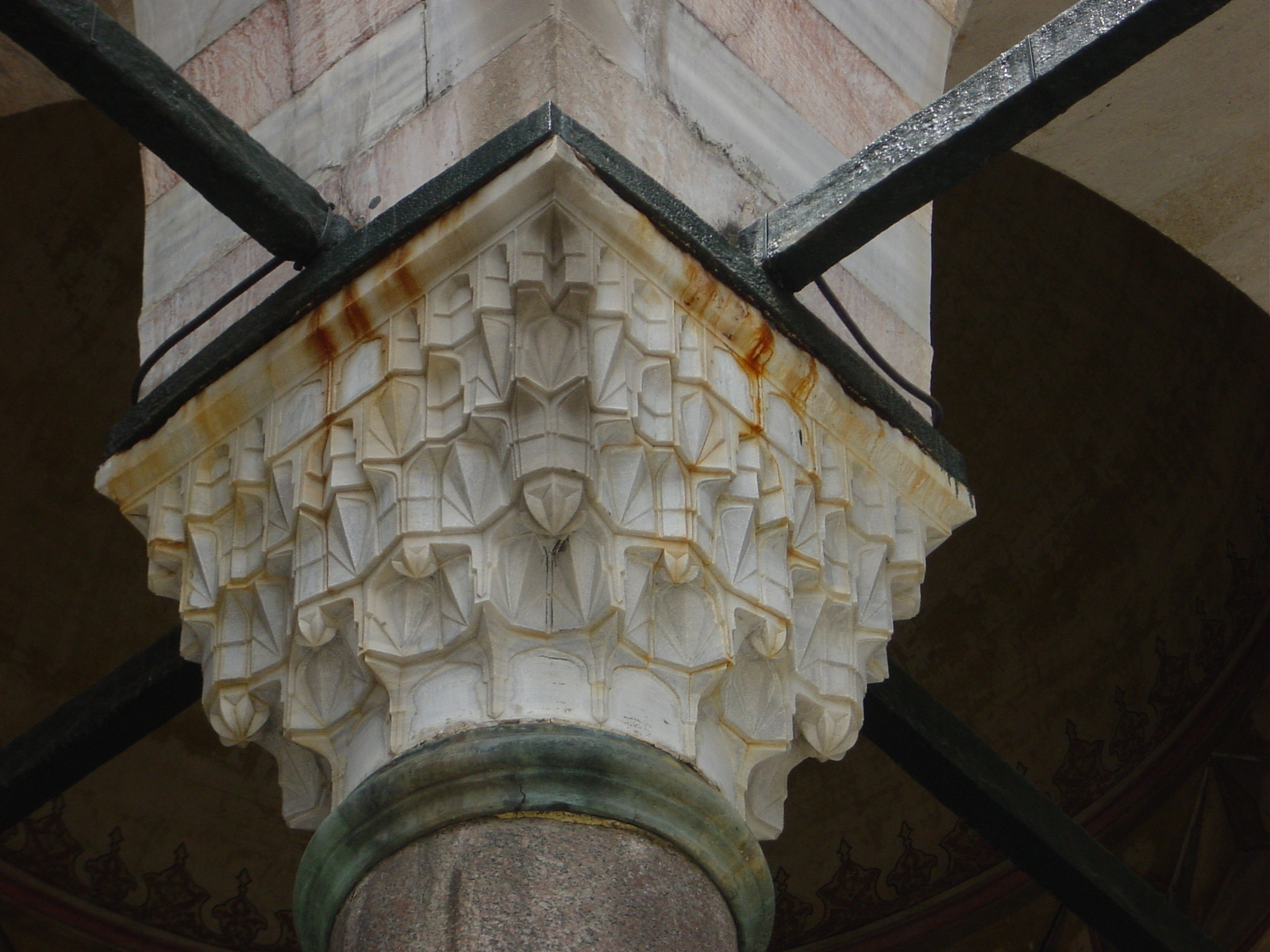
Sztalaktitoszlopfő az isztambuli Szulejmán-mecsetben

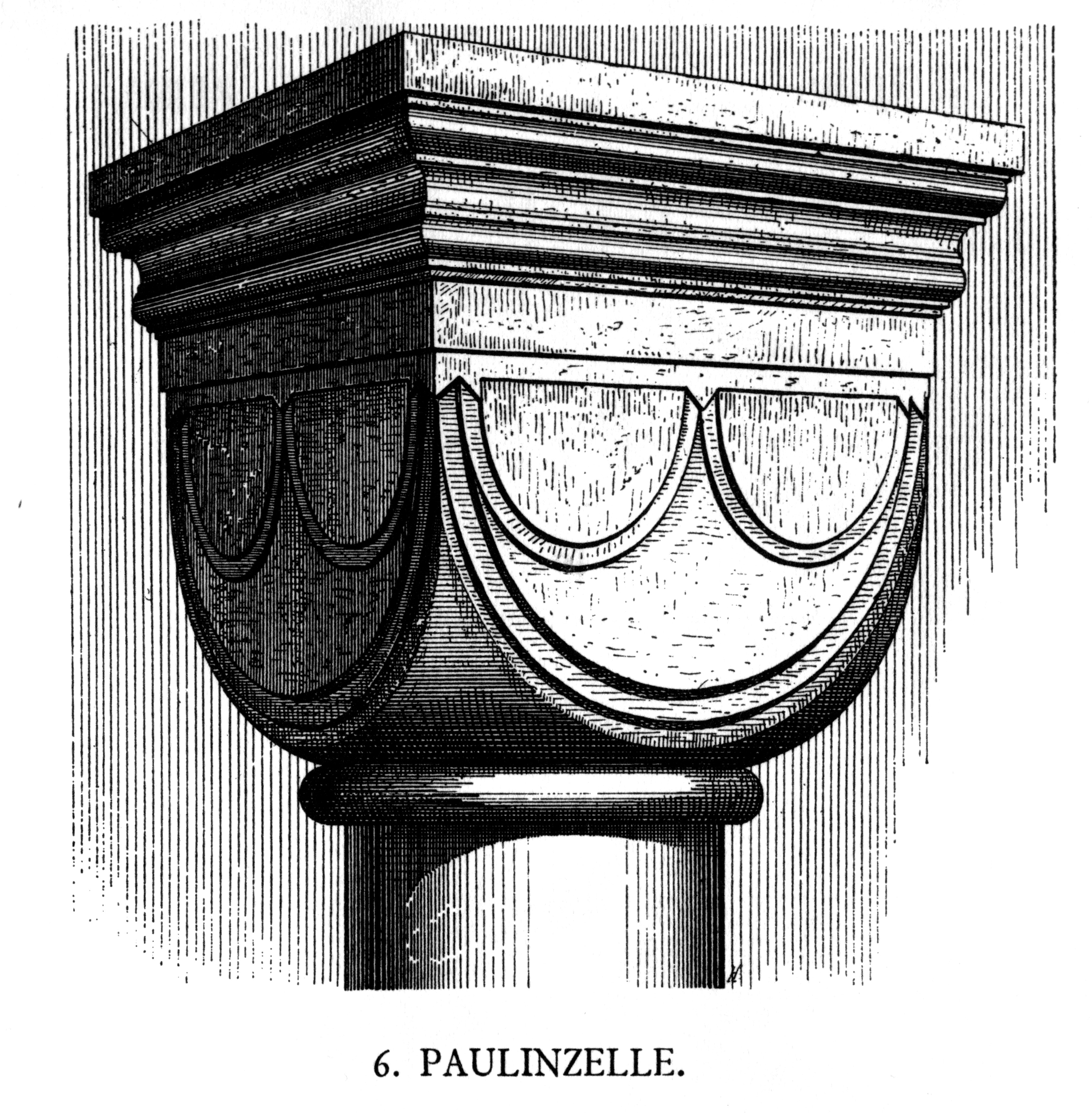
Kockaoszlopfő

Az oszlopfő vagy oszlopfejezet (latinul capitellum) az építészetben  az oszlop felső része, amely a megtámasztott vízszintes szerkezeti elem (boltív, gerendázat, oromzat stb.) szilárdabb, nagyobb felfekvését közvetlenül biztosítja. A fejezet elnevezés egyaránt utalhat oszlop, pillér és pilaszter legfelső tagjára.
Az oszlopfőnek általában három fő része van: a fejezet keresztmetszeténél nagyobb kiterjedésben kiülő fejlemez (abakusz), a törzs felé beszűkülő, átvezető rész, a kehely (ekhinosz vagy kalathosz), valamint a fejezetet az oszloptörzstől eltagoló oszlopnyak.

## Szerkezeti jellemzői
Az oszlopfő szerkezeti funkciója mellett esztétikai szerepet is betölt, s az egyes oszlopok legfőbb ismérve az oszlopfő díszítésének kialakítása. Ennek megfelelően egy oszlop lehet architektonikus (dór, toszkán oszlopfő), leveles (korinthoszi, kompozit, középkori leveles fejezet) és ábrázoló jellegű. Az egyes ismertebb oszlopfőtípusok eszerint időrendben a következők:
- Pálmaoszlopfő: Ókori egyiptomi oszloptípus, amelynek törzsét kehely alakú, az oszlopnyaknál többsoros szalaggal összefogott, kihajló pálmaleveles oszlopfő koronázza.
- Papiruszoszlopfő vagy lótuszoszlopfő: A papirusz alapanyagául szolgáló növény virágját bimbós vagy kehelyszerűen kinyílt alakját stilizáló ókori egyiptomi oszlopfő. A kehely nyakát ötsoros gyűrű fogta össze.
- Harangoszlopfő: Ugyancsak Egyiptomból ismert, lefelé fordított virágkehely, voltaképpen harang alakú oszlopfő.
- Hathor-oszlopfő: Az ókori Egyiptomból ismert oszlopfő, amelyet Hathor istennő arcának domborműve díszíti a fejezet kettő vagy négy oldalát.
- Protodór oszlopfő: Szintén ókori egyiptomi sziklasírokból ismert oszloptípus, korongszerű lábazaton álló, négyzetes fejlemezzel ellátott, sokszög keresztmetszetű pillér.
- Figurális oszlopfő: Az ókori Közel-Kelet művészetében megjelenő, az ornamentális díszítés mellett emberi, de főként állati alakokat ábrázoló fejezettípus. Legjellegzetesebb változata a Perzsiából ismert bikafejes oszlopfő, amelyen egymással háttal két bika felsőteste, s ez alatt akár többszörös volutasor látható, vagy az indiai, Buddhát megjelenítő fejezetek.
- Dór oszlopfő: Az ókori görög építészet legpuritánabb oszlopa, amelynek egyszerű, oszlopnyakkal bevezetett fejezetét négyzetes abakusz zárja le.
- Toszkán oszlopfő vagy római dór oszlopfő: Az etruszk építészetben megjelent, egyszerű, a dór oszlopfő elnagyolt származékának tekintett fejezet.
- Ión oszlopfő: Az ókori görög építészetben dívott fejezet, a négyzetes abakusz alatt, a homlokoldalon csigavonalban tekeredő, oldalnézetben párnatagként megjelenő páros volutával. Ennek tárcsái közül domborodik elő a tojássorral díszített ekhinosz. Két fő típusa az egyszerűbb kis-ázsiai, illetve a gazdagon díszített attikai oszlopfő, amelyen az ekhinosz alatt még egy palmettás díszű oszlopnyakat is elhelyeztek.
- Korinthoszi oszlopfő: Szintén ókori görög, két egymás feletti sorban akantuszlevelek koszorújától övezett, az oszloptörzstől asztragalosszal eltagolt, kehely formájú oszlopfő. A levelek közül volutaszerűen felcsavarodó indák nőnek ki, és támasztják meg az abakusz ívesen kialakított sarkait. Egyik válfaja az ún. szelek tornya oszlopfő, ahol az akantuszlevelek csak egy sorban ölelik körbe a kehely formájú fejezetet, s felettük sáslevelek sorakoznak.
- Kompozit oszlopfő: Az ókori Rómában kialakult, a ión és a korinthoszi motívumokat ötvöző oszlopfő.
- Kosároszlopfő vagy bizánci oszlopfő: A kora bizánci építészetben népszerű, kosár alakú fejezet, amelyek felülete gyakran geometrikus díszítéseket vagy jeleneteket ábrázol.
- Sztalaktitoszlopfő: Sok, egymás fölé lépcsősen kiugró, hasáb alakú elemekből álló, az iszlám művészetre jellemző oszlopfő.
- Redős oszlopfő: A román építészetben gyakori, geometrikus jellegű oszlopfejezet, amelyen a karéjosan kitüremkedő tagozatokat felül rendszerint pajzs alakú síklapok metszik le. Gyakran figurális ábrázolással párosul.
- Kockaoszlopfő: A középkorban, elsősorban a román építészetben alkalmazott, felfelé fordított, de négyzetesen metszett oldalú félgömböt formázó oszlopfő.
- Bimbós oszlopfő: A korai gótikus művészetben uralkodó fejezettípus, ahol az oszlopfőt levelek ölelik körül, s ezek összecsavarodva egy-egy bimbóban végződnek.
- Leveles oszlopfő: A gótika és a reneszánsz művészetére jellemző, változatos formájú, kötetlenül alakított levéldíszes oszlopfő.